# Gustave Crauk
Gustave Adolphe Désiré Crauk, född den 16 juli 1827 i Valenciennes, död där den 17 november 1905, var en fransk bildhuggare.
Crauk blev James Pradiers lärjunge och erhöll 1851 det stora Prix de Rome. År 1857 framträdde han först med en grupp: Bacchantinna och satyr, som berömdes mycket för sin behandling i äkta antik anda. På senare tid vände han sig mera till porträttstatyn och -bysten, för det mesta likaledes med en ideell uppfattning. Dit hör: marskalk Pélissiers marmorstaty (museet i Versailles), bronsstaty av schahen av Persien, marmorstaty av marskalk Mac Mahon (1877), marmorstaty av stiftaren av veterinärskolorna i Frankrike, Claude Bourgelat, för veterinärskolan i Alfort, och flera andra porträttbyster. 